# Recensio.net
recensio.net – plateforme de recensions pour la recherche historique européenne – est une plateforme plurilingue d’envergure européenne, destinée à héberger des comptes rendus d’ouvrages scientifiques d’histoire. 

## Concept
recensio.net rassemble des comptes rendus critiques d’ouvrages d’histoire actuels, publiés par des revues scientifiques établies. 
Les recensions mises en ligne se concentrent sur les ouvrages d’histoire portant sur un ou plusieurs pays européens. Les comptes rendus peuvent avoir été publiés auparavant, aussi bien en version imprimée que numérique : en effet, recensio.net n’exige pas l’exclusivité de ses contenus et joue, en ce sens, un rôle d’agrégateur de recensions en libre accès. Les revues partenaires continuent par ailleurs de travailler de manière autonome.
Parallèlement, les auteurs de publications scientifiques d’histoire ont la possibilité de présenter les principales thèses développées dans leurs travaux (articles ou monographies) et de s’ouvrir ainsi au débat scientifique actuel. Les utilisateurs de la plateforme ont la possibilité de commenter à la fois les recensions et les présentations mises en ligne ; de cette manière, ils peuvent prendre part aux débats scientifiques actuels dans le domaine de la recherche historique en Europe.
Les recensions de la plateforme sont disponibles en texte intégral et en libre accès. La Bibliothèque d’État de Bavière à Munich (BSB) se charge d'enrichir les documents mis en ligne par l'ajout de métadonnées et assure un archivage pérenne des textes.
Les langues de navigation sur la plateforme sont l’anglais, l’allemand et le français, mais les recensions peuvent être rédigées dans toute langue européenne.
recensio.net a pour but de favoriser les échanges entre historiens de toute l’Europe , tout en facilitant l’accès à des comptes rendus critiques d’ouvrages.
Depuis 2014, dans le cadre des Services Specialisés d’Information (FID), qui sont installés et soutenus par la Fondation Allemande de la Recherche (DFG), naissaient plusieurs filiales de recensio.net à la même base technique et avec le même concept pour l’histoire régional (recensio.regio), les études classiques (recensio.antiquitatis) et l’histoire de l’art (recensio.artium) offrantes des recensions en libre accès dans leur domaine.

## Porteurs du projet
En ligne depuis janvier 2011, recensio.net est le resultat d`une initiative conjointe 2008-2014, soutenue par l’Agence allemande de moyens pour la recherche (DFG), de la Bibliothèque d’État de Bavière à Munich (BSB), de l’Université de Cologne et de l’Institut Leibniz d’histoire européenne de Mayence (IEG).
Sa rédaction est hébergée au Centre de publication électronique (Zentrum für Elektronisches Publizieren - ZEP), qui est une unité de la BSB.
À l’occasion de la mise en ligne de recensio.net, la conférence internationale « La communication scientifique à l’ère du numérique » s’est tenue en janvier 2011, au Historisches Kolleg (Collège d’histoire) de Munich.